# そこをなんとか
『そこをなんとか』は、麻生みことによる日本の漫画。片瀬小波が監修する。『MELODY』（白泉社）にて2007年6月号から2018年10月まで連載された。単行本は同社の花とゆめコミックススペシャルレーベルにて、全15巻が刊行されている。作品題名は、楽子が依頼人のため相手に食い下がって連発する「そこを何とか！」にちなむ。
2007年、司法制度改革により司法修習修了者が急増したため、弁護士の就職難という事態が発生する。その一人、改世楽子はかつてのバイト先の客であった菅原を頼って事務所に入所し、先輩弁護士の東海林弘明と弁護士として業務に当たる。主人公が新司法試験の合格者であることをはじめ、近年改正された法律など比較的新しい法知識を盛り込む。また、離婚に関する交渉や遺産の相続問題といった訴訟以外の弁護士の業務を扱うほか、国選弁護人や裁判員制度といった司法制度も扱う。
2012年10月期からNHKにてテレビドラマ化され、2014年8月期から同作品の第2シーズンが放送された。

## 登場人物
改世 楽子（）
本作の主人公の新米弁護士。通称は「らっこ」。25歳。司法制度改革による新司法試験の初年度の合格者であり、新第60期の司法修習生として司法修習を受けた。酒量は底なしで、学生時代にキャバクラでアルバイトしており、その時の客だった菅原に「もし他に就職先が決まらなかったら雇う」ことを賭けた飲み比べで勝利。それを理由に菅原弁護士事務所に押し掛け、採用してもらう。
九州出身。実家は貧乏で「文系が得意なら弁護士におなり」という親の助言を（真に）受けて法曹界を志す。弁護士として大金を稼ぐことを夢見ているが、小さな事務所での下働きばかりなことと、弁護を引き受けてもなぜか高確率で依頼料が安く落ち着いてしまうことから、理想とは少々違う現実を歩みつつある。
性格は天真爛漫でどこか呑気。菅原いわく「苦労人なのにスレてない」。無邪気に堂々と金持ちの夢を語る一方で、依頼人の窮状に肩入れして金にならない労働をしたりと、基本的に人情派である。また、キャバクラ勤めの経歴などでもわかる通り結構ちゃっかりしていて弁護士らしい堅苦しさや迫力とは無縁。そのため依頼人からは「あなたが弁護士？」と疑問の目を向けられることもある。住まいは外国人比率が高いゲストハウスであるが、選んだ理由は「安かったこと」と「何となくカッコ良かった」に加え、「賑やかなのが好き」で「一人暮らしなんて寂しくやり切れない」ことで、同居している外国人相手に法律相談を行っている（ただし報酬は食糧で受け取っているとのこと）。
東海林 弘明（）
菅原弁護士事務所の先輩弁護士。クールでビジネスライク。人情に流されがちな所長を抑えて事務所の屋台骨を支える。仕事面では超有能で、依頼人に不利な状況をひっくり返したり、依頼人を丸めこんでより多くの依頼料を引き出したりしている。そのあまりにも抜け目の無い仕事ぶりで楽子を唖然とさせることもしばしば。楽子を苦手なタイプとしており、楽子が事務所に押しかけた当初は追い返そうとした。厳しいが的確なフォローで楽子を指導する。
名門私立・聖応大学の出身。大学在学中に司法試験に受かるなど、かつてはエリート街道を突っ走っていた。一旦は大手弁護士事務所に就職したが、その直後トラブルに遭い退職、頼っていった恩師の菅原に誘われ、彼が開く事務所で弁護士生活をスタートさせた。中道に誘われ、第21話で別の事務所へと移籍する。かなりの犬好き。また、酒には弱い。
菅原 耕太郎（）
菅原弁護士事務所の所長。楽子と東海林のボス弁。かつて聖応大学の法学部で教鞭を執っており、東海林も彼の教え子だった。現在も別の私立大学で客員教授を務める。つまり弁護士法5条に規定する学識経験者に該当する弁護士。
温厚な人格者だが、依頼人に情で押されて依頼料を値切られることも多い様子。そのため事務所ではしっかり者の東海林が幅を利かせ、彼自身は所長であるにもかかわらず普段は少々存在感が薄い。
久保田 亜紀（）
菅原弁護士事務所の事務員。ボブカットの女性。常に無表情で淡々と仕事をこなす。実家は四国で「うどんの国」で知られている地域の出身。
かつて菅原の教え子だったが、大学在学中に交際中だった男性の子供を妊娠。しかし結婚することができず、未婚のまま息子の昴を出産、シングルマザーとして働きながら育児を続けている。冷静沈着で楽子よりも仕事ができると評判だが、家庭では事務所とは全く違う一面を見せる。事務所の仕事と育児に追われる日々が続いていたが、同じアパートに住む同じシングルマザーの不当解雇事案の解決をきっかけに、予備試験を受ける決意を菅原や楽子に伝えた。
中道 志織（）
東海林の司法修習の同期の女性弁護士で、大手である奥山・城之内弁護士事務所に所属。企業の担当をしており、たびたび楽子の扱う案件の相手方の弁護士としても登場している。
その後、大手の事務所なりの苦労に嫌気がさし、東海林を誘って別の事務所へと移籍した。楽子に対してはやや苦手意識を持っている。
かつて東海林と交際していたが、第46話で行きつけのレストランの店長兼料理人と結婚した。
赤星 光貴（）
楽子の司法修習同期で、奥山・城之内弁護士事務所に所属。お金持ちのエリート。
楽子に気があり、「合コンの下見」と称して食事をおごるなどさりげなくアプローチしているが、楽子は全く気がついていなかった。しかし、楽子が受任した傷害事件の依頼者から弁護過誤で訴えられそうになった際、彼女の代理人として共に依頼者の嘘を暴き、窮地を救ったことを契機に、自分の思いを楽子に伝えた。

## 書誌情報
- 麻生みこと『そこをなんとか』白泉社〈花とゆめコミックススペシャル〉、全15巻
  1. 2008年3月10日 初版発行、ISBN 978-4-592-18785-1
  2. 2009年3月10日 初版発行、ISBN 978-4-592-18786-8
  3. 2009年11月10日 初版発行、ISBN 978-4-592-19823-9
  4. 2010年9月10日 初版発行、ISBN 978-4-592-19824-6
  5. 2011年5月10日 初版発行、ISBN 978-4-592-19825-3
  6. 2012年3月5日 初版発行、ISBN 978-4-592-19876-5
  7. 2012年10月10日　初版発行、ISBN 978-4-592-19877-2
  8. 2013年5月10日 初版発行、ISBN 978-4-592-19878-9
  9. 2014年7月18日 初版発行、ISBN 978-4-592-19879-6
  10. 2015年3月5日 初版発行、ISBN 978-4-592-19880-2
  11. 2015年12月4日 初版発行、ISBN 978-4-592-21826-5
  12. 2016年10月5日 初版発行、ISBN 978-4-592-21827-2
  13. 2017年7月5日 初版発行、ISBN 978-4-592-21828-9
  14. 2018年1月4日 初版発行、ISBN 978-4-592-21829-6
  15. 2018年12月5日 初版発行、ISBN 978-4-592-21830-2

なお、コミックス収録時は連続するエピソードが巻をまたがないように話の順序が一部入れ替えられている（その際、入れ替えにより台詞などに矛盾が生じる点については雑誌掲載時から変更が加えられている）。

## テレビドラマ
毎週日曜日22:00 - 22:49にNHK BSプレミアム「プレミアムドラマ」枠で放送されていた麻生みことの同名の漫画を原作とした連続テレビドラマシリーズ。主演は本仮屋ユイカ。
第1シーズンは2012年10月21日から12月16日に放送された。全9回。
第2シーズンは2014年8月3日から9月21日に放送された。全8回。
第1・2シーズン共に、改世楽子がオープニングタイトルで「弁護士だって、生活厳しいんです!!」と叫んでいる。

### キャスト
詳細な人物説明は原作項目を参照。本項では簡単な続柄を記載。

#### レギュラー
※特記なしは第1・2シーズンとも共通
菅原耕太郎法律事務所
- 改世 楽子 - 本仮屋ユイカ（幼少期：松本春姫 / 少女期：小池梨緒）
- 東海林 弘明（佐木田法律事務所へ移籍後、ロンドンへ転勤） - 市川猿之助
- 久保田 亜紀（事務員） - MEGUMI
- 菅原 耕太郎（所長） - 大友康平（青年期（声）：古谷徹）
- 西別府 徹也（ヤメ検） - 井上芳雄（第2シーズン）

奥山城之内法律事務所
- 赤星 光貴（楽子の同期修習生） - 五十嵐隼士（幼少期：島田一斗）（第1シリーズ） → 渡部豪太（第2シーズン）　　
- 中道 志織（東海林の元恋人・佐木田法律事務所へ移籍） - 井上和香
- 石ノ森 ななみ（秘書） - 今村美乃（第2シーズン）

その他
- 久保田 昴（亜紀の息子） - 前田旺志郎
- 改世 幸喜 - 武田航平（幼少期：五十嵐陽向 / 少年期：水原光太）
- 裁判長 - 螢雪次朗
- ゴン中山（本人） - 中山雅史（第2シーズン）
- 西別府 日向子（西別府の娘） - 桜田ひより（第2シーズン）

ミントハウス東京
楽子が暮らすシェアハウス。
- 美美 - チェン・チュー
- エリカ - ローサ・ユリ
- バーバラ - ウマリ・ティラカラトナ

#### ゲスト
複数話・単話登場の場合は演者名の横の括弧（）内に表記。

##### 第1シーズン（2012年）
第1話
- 安斎 貴子 - 内山理名
- 安斎 正 - 川畑要
- 安斎 正次郎 - 不破万作
- 忠則 - モト冬樹
- 忠之 - 野添義弘

第2話
- 矢部 圭太 - 吉沢亮
- 榎本 真由 - 荒井萌
- 篠原 俊輔 - 辻本祐樹
- 青山 節子 - 阿南敦子
- 松浦 孝三郎 - 石井愃一
- 篠原 久子 - 水野久美

第3話
- アンジェリカ・タバタ - ソニン
- 小山田（稲本）雄介 - 竹井亮介
- 朝倉 - 野元学二
- 木崎 博章 - ウダタカキ
- 木崎 かれん - 吉田桂子
- 玉枝 - 五月晴子
- 稲本 勝代 - 秋野暢子

第4話
- 土屋 忠 - 坂本真（大学生時代：徳元裕矢）
- 勅使河原 修 - 野間口徹
- 田中 絵理紗 - 刈谷友衣子（少女期：澤田萌音）
- 土屋 芳子 - 岡田奈々
- うさぼーんCM（声） - 山田真一

第5話
- 佐伯 春菜 - 村川絵梨（少女期：石井心愛）
- 春山 要 - 宅間孝行
- 中岡 美紀子 - 小林きな子
- 黒田 映見 - もたい陽子
- 佐山 優子 - 山崎真実
- 原田 哲郎 - 伊武雅刀

第6話
- 村松 陽一 - 蟹江一平
- 村松 真奈美 - 遊井亮子
- 相場 亭 - 松田賢二
- 若槻 有奈 - 恒吉梨絵
- 佐木田 義人 - 堀田眞三

第7話
- 片桐 龍彦 - 本田大輔
- 片桐 泰子 - 大村彩子
- 赤木 良子 - 山本道子
- 石黒 衛 - 桐山浩一
- 磯貝 雄造 - 池田努
- 川野 良輔 - 角谷栄次
- 笹井 美由紀 - 赤間麻里子
- 片桐 龍之介 - ささきいさお
- 片桐 成子 - 鷲尾真知子

第8話 - 最終話
- 関根 裕也 - 黄川田将也（少年期：越冨幹人）
- 韮沢 透 - 山崎一
- スナックのママ - 朝加真由美（第8話）
- 横山 重雄 - 渡辺いっけい（最終話）
- 大島 文香 - 原史奈
- 大島 智樹 - 大河原颯
- 関根 銘子（写真） - 三原わかほ
- 津田 有希子 - 富田靖子

##### 第2シーズン（2014年）
第1話
- 松井 信彰（食器用洗剤研究者） - 鈴木浩介
- 松井 清子（松井の妻） - 雛形あきこ
- 小玉 和明（スズキヤ食品商品開発室室長） - 相島一之

第2話
- 溝口 栄子 - すみれ
- 坂上 雄介 - 石垣佑磨
- 内海 富三 - ミッキー・カーチス
- 畑中 芳江 - あめくみちこ
- 大木 淑美 - 杉本彩
- 内海 満義 - 矢柴俊博
- 坂上 亜矢 - 長澤奈央
- 内海 佐和子 - 加茂さくら

第3話
- 浜崎 正臣 - 六平直政
- 浜崎 結衣子 - 大路恵美
- 大谷 則夫 - 松本実
- 浜崎 りら - 川島鈴遥

第4話
- 小野寺 勉 - 金田明夫
- 紗栄 - 多岐川華子
- 絵真 - 松本理沙
- 真蘭 - 岸井ゆきの
- ショウ - ユースケ
- クウガ - ユーキ
- リクヤ - タクヤ
- アヤト - リョウガ
- タイチ - コーイチ
- カズキ - タカシ
- ソウマ - カイ
- 片岡 光子 - 萬田久子

第5話
- 大牟田 五郎 - 金児憲史
- 日下 秀彦 - 半田健人
- 松本 知佳 - 中島亜梨沙
- 小松 瑞穂 - 白須慶子
- 望月 信輝 - 倉貫匡弘

第6話
- 中村 浩二 - 弓削智久
- 上野 あずさ - 宮地真緒
- 中村 浩介 - 久保酎吉
- 中村 葉子 - 千葉雅子
- 小田 悠 - 近江麻衣子
- 木島 まどか - 細野今日子
- 沢村 恵 - 愛未
- 石田 友紀 - 志冬美

第7話
- 湯川 幹子 - 市川実和子
- 三浦 - 嶋田久作
- 本宮弁護士 - 野元学二
- 井口 裕通 - 川口覚（最終話）
- 富永 - 温水洋一

最終話
- 馬場 富江 - 櫻井淳子
- 馬場 浩 - 柾木玲弥
- 秋山 優吾 - 葉山奨之
- 秋山 比沙子 - 山崎直子
- 秋山 修吾 - 小野孝弘
- 藤沢 卓人 - 岸田タツヤ
- 近田 ヨリ子 - 東山明美

### 放送日程

#### 第1シーズン
| 各話   | 放送日         | サブタイトル      | ラテ欄                                                       | 脚本     | 演出     |
| ------ | -------------- | ----------------- | ------------------------------------------------------------ | -------- | -------- |
| 第1話  | 2012年10月21日 | 最後に愛は勝つ    | 貧乏ヒロインが迷事件を解決                                   | 今井雅子 | 片岡敬司 |
| 第2話  | 2012年10月28日 | 涙の値段          | 高校生が慰謝料1億!? 真実は                                   | 今井雅子 | 片岡敬司 |
| 第3話  | 2012年11月04日 | この子だれの子    | 生まれてくるのは誰の子?                                      | 今井雅子 | 一色隆司 |
| 第4話  | 2012年11月11日 | 立ち上がれダメ男! | ニートが大企業を告訴 一獲千金!? 敏腕弁護士VS落ちこぼれ弁護士 | 横田理恵 | 一色隆司 |
| 第5話  | 2012年11月18日 | 嘘の中の真実      | 落ちこぼれ弁護士が奮闘! 行方不明の父が保険金詐欺!?           | 横田理恵 | 片岡敬司 |
| 第6話  | 2012年11月25日 | 信じる力          | まじめ会社員が痴漢 免罪は晴らせるか!?                        | 今井雅子 | 一色隆司 |
| 第7話  | 2012年12月02日 | 愛がすべてさ!     | 愛がすべてさ〜親権は絶対に渡さない!                          | 今井雅子 | 一色隆司 |
| 第8話  | 2012年12月09日 | 愛の深淵          | 保険金狙う放火事件 客とホスト? それとも恋人?                 | 横田理恵 | 片岡敬司 |
| 最終話 | 2012年12月16日 | 運命の決断        | 放火事件に隠された真相〜運命の決断!                          | 横田理恵 | 片岡敬司 |

#### 第2シーズン
| 各話   | 放送日        | サブタイトル       | ラテ欄                                          | 脚本     | 演出     |
| ------ | ------------- | ------------------ | ----------------------------------------------- | -------- | -------- |
| 第1話  | 2014年8月03日 | あなたがいないと   | あの新人弁護士が帰ってきた! 恋の予感も!?        | 今井雅子 | 片岡敬司 |
| 第2話  | 2014年8月10日 | これも愛あれも愛   | 正義の女神が大奮闘! 教師の不倫と遺産相続        | 横田理恵 | 片岡敬司 |
| 第3話  | 2014年8月17日 | 子の心親知らず     | 対決! 元検事VS最強モンスター父娘…勝者は誰?      | 横田理恵 | 片岡敬司 |
| 第4話  | 2014年8月24日 | 負けられない女     | 女性芸能マネージャーが殴りこみ!?                | 今井雅子 | 一色隆司 |
| 第5話  | 2014年8月31日 | 恋の大騒ぎ         | セクハラ疑惑!? 職場が大混乱! 楽子の恋愛も急展開 | 横田理恵 | 一色隆司 |
| 第6話  | 2014年9月07日 | 運命の人!?         | 結婚詐欺師は元カレ!? 真相は                     | 横田理恵 | 一色隆司 |
| 第7話  | 2014年9月14日 | 愛してはいけない人 | シングルマザーが不当解雇!?                      | 今井雅子 | 一色隆司 |
| 最終話 | 2014年9月21日 | 光のさす方へ       | 少年事件とそれぞれの旅立ち                      | 横田理恵 | 片岡敬司 |

### スタッフ
- 原作 - 麻生みこと『そこをなんとか』
- 脚本 - 今井雅子、横田理恵
- 音楽 - 遠藤幹雄
- 演出 - 片岡敬司、一色隆司
- 主題歌
  - 第1シーズン - プリシラ・アーン「アイル・ビー・ヒア」（EMIミュージック・ジャパン）
  - 第2シーズン - プリシラ・アーン「ベスト・アイ・キャン」（UNIVERSAL CLASSICS & JAZZ）
- メインタイトル語り - 小林克也（第1シーズン第2話より）
- 法律考証 - 片瀬小波
- 弁護士指導 - 野元学二、牧山美香
- 医事考証・指導 - 和井内英樹
- ヨガ指導 - 青山英子
- 擬闘 - 髙橋昌志、新実、深作覚
- 各シーズンスタッフ（第1シーズン）
  - 産科指導 - 三枝義人
  - ラグビー指導 - 秋葉朋幸
  - ダンス指導 - KAICHOU
  - 大阪ことば指導 - 井上裕季子
- 各シーズンスタッフ（第2シーズン）
  - 振付 - えんどぅ
  - スタジオダンス指導 - 城所正樹
  - アクション指導 - 柿添清
- 制作統括 - 後藤高久 / 谷口卓敬（第1シーズン） / 吉永証（第2シーズン）
- 制作 - NHKエンタープライズ
- 制作著作 - NHK